# Куэста, Карлос (1999)
Карлос Эссеомо Куэста Фигероа (исп. Carlos Eccehomo Cuesta Figueroa; род. 9 марта 1999, Кибдо) — колумбийский футболист, играющий на позиции защитника. Ныне выступает за турецкий клуб «Галатасарай» и за сборную Колумбии.

## Клубная карьера
Воспитанник клуба «Атлетико Насьональ». Куэста дебютировал в колумбийском чемпионате 2 июля 2016 года в поединке против «Альянса Петролера», выйдя в стартовом составе и проведя на поле весь матч. 5 июля 2019 года «Генк», выступающий в Чемпионате Бельгии по футболу, объявил о подписании контракта с Карлосом Куэста до 2024 года.

## Карьера в сборной
Участник чемпионата Южной Америки 2015 года среди юношей до 17 лет, сыграл на турнире три игры.

## Достижения
Колумбия:
- Бронзовый призёр Кубка Америки: 2021